# Сенате Мохато Сиисо
Сенате Мохато Сиисо (англ. Senate Mohato Seeiso; род. 7 октября 2001, Масеру) — принцесса, член королевской семьи Лесото.

## Биография
Сенате Мохато Сиисо родилась 7 октября 2001 года в Масеру в семье короля Летсие III и его супруги Масенате Мохато Сиисо. После её рождения некоторые деятели предлагалось изменить порядок наследования, чтобы женщины могли наследовать трон, но инициатива не была поддержана.
В декабре 2004 года в возрасте 3 лет стала покровителем общественной организации «Коалиция по правам ребенка», которая была создана для благополучия детей.
В апреле 2018 года в возрасте 16 лет была назначена национальным представителем по прекращению детских браков.